# Benedetto Orsi
Pour les articles homonymes, voir Orsi.
Benedetto Orsi (né à Pescia à une date inconnue et mort en 1680) était un peintre italien de la période baroque.

## Biographie
Benedetto Orsi est né à Pescia en Toscane. Il fut l'élève de Baldassarre Franceschini ( Il Volterrano . Il a peint un San Giovanni Evangelista pour l'Oratoire de la Misericordia, situé à côté de l'église paroissiale de Santi Stefano e Niccolao de Pescia. Il a également peint des lunettes dans l'église santa Maria delle Grazie à Pistoia .

## Œuvres
- San Giovanni evangelista, église Santi Stefano e Niccolao, Pescia;
- Portrait de Baldassarre Turini (1645), Cathédrâle Santa Maria Assunta, Pescia;
- Madonna e santi, casa di Nazareth, Pescia;
- San Francesco di Paola, casa di Nazareth, Pescia;
- San Pietro martire, couvent San Domenico, Pescia;
- Santa Rosa da Viterbo, couvent San Domenico, Pescia;
- Santa Caterina da Siena, couvent San Domenico, Pescia;
- Angeli, église dei santi Michele e Lorenzo, Montevettolini;
- Incoronazione di Maria Vergine, église santa Maria delle Grazie, Pistoia.